# Claudio Huepe García
Claudio Humberto Huepe García (Chillán, 25 de diciembre de 1939-Caracas, 11 de mayo de 2009) fue un ingeniero civil industrial, economista y político chileno de ascendencia libanesa-española, miembro del Partido Demócrata Cristiano (PDC). Se desempeñó como intendente de la 
antigua provincia de Arauco bajo el gobierno de Eduardo Frei Montalva entre 1964 y 1968. Luego, fue diputado de la República en representación de la 18.ª Agrupación Departamental, correspondiente a Lebu, Arauco y Cañete durante dos periodos consecutivos, desde 1969 hasta 1973. Ejerció el mismo cargo pero por el distrito n.º 46, de la región del Biobío, desde 1990 hasta 1994. Posteriormente, fue subsecretario General de Gobierno en la administración del presidente Eduardo Frei Ruiz-Tagle; ministro secretario General de Gobierno durante la presidencia de Ricardo Lagos; y embajador de Chile en Venezuela durante el primer mandato de la presidenta Michelle Bachelet (2006-2007).

## Biografía

### Familia y estudios
Nació el 25 de diciembre de 1939 en Chillán, hijo de Luis Huepe Godoy (de ascendencia libanesa) y Marta García Norambuena.
Estuvo casado con la descendiente italiana Gilda Minoletti con quien tuvo tres hijos: Marcela, Claudio (quien fuera nombrado como ministro de Energía por el presidente Gabriel Boric) y Cristián. Posteriormente se casó con Susana Schkolnik Erochesk, de origen judío, sin tener descendencia.
Realizó sus estudios primarios en el Colegio Seminario de Chillán. Los continuó en la Pontificia Universidad Católica (PUC) donde obtuvo el título de ingeniería civil industrial. Posteriormente efectuó un máster en economía del desarrollo en el Centro de Desarrollo Económico de la Universidad Williams en Williamstown, Massachusetts, Estados Unidos.

### Ámbito profesional
Entre 1975 y 1980 se desempeñó como investigador en problemas del desarrollo científico y tecnológico en la Universidad de Sussex-Brighton en Inglaterra. A partir de esa fecha se trasladó a Venezuela donde trabajó como profesor en el Centro de Estudios del Desarrollo (Cendes) de la Universidad Central de Venezuela. Paralelamente asumió como asesor de las Naciones Unidas en la Oficina Central de Planificación (Cordi-Plan) y en la Comisión Nacional de Ciencia y Tecnología de Venezuela hasta 1983.
Fue también, consultor de la Empresa de Asesoría y Consultoría Asuntos Públicos y presidente del Consejo Editorial del diario La Nación a partir de enero de 2005.

## Trayectoria política

### Inicios
En 1957 con dieciocho años ingresó a la Falange Nacional (FN). Meses más tarde ese mismo conglomerado se constituyó en el Partido Demócrata Cristiano (PDC) pasando a integrar sus filas.
En 1958 asumió como jefe de su partido en la Escuela de Ingeniería de la Universidad Católica. Luego, entre 1960 y 1961 fue secretario general de la Federación de Estudiantes de la Universidad Católica (FEUC) y entre 1961 y 1962, delegado de la FEUC ante la Unión de Federaciones Universitarias de Chile (UFUCh).

### Gobierno de Eduardo Frei Montalva
Durante el gobierno del presidente Eduardo Frei Montalva ejerció como intendente de la antigua provincia de Arauco, desde 1964 hasta 1968.
A nivel partidista, en 1967 fue nombrado delegado ante la Junta Nacional del PDC y en 1969 fue elegido secretario nacional de la misma colectividad. También fue director del Departamento Técnico del Partido Demócrata Cristiano.

### Diputado (1969-1973)
En las elecciones parlamentarias de 1969, fue electo como diputado por la Décima Octava Agrupación Departamental (correspondiente a Lebu, Arauco y Cañete) por el período legislativo 1969-1973. Integró la Comisión Permanente de Obras Públicas; la Comisión Especial de Acusación Constitucional contra el ministro de Defensa Nacional (entre 1969-1970); y la Comisión Investigadora de Intervenciones Decretadas por el Ejecutivo en Diversas Ramas de la Actividad Nacional (entre 1970-1971).
Paralelo a su cargo diputacional, en la elección presidencial de 1970 asumió como coordinador de provincias del candidato demócrata cristiano Radomiro Tomic, quien fue derrotado por el socialista Salvador Allende, transformándose así en un activo opositor de su gobierno (1970-1973).
En las elecciones parlamentarias de 1973, fue reelecto como diputado por la Décima Octava Agrupación Departamental, por el período 1973-1977. En esa ocasión integró la Comisión Permanente de Hacienda. No pudo finalizar su función parlamentaria, puesto que fue interrumpida por el golpe de Estado del 11 de septiembre de 1973 efectuado contra el gobierno del presidente Allende, respecto del cual Huepe expresó públicamente su repudio al régimen militar en la llamada declaración del Grupo de los Trece.

### Dictadura militar y exilio
Tras el golpe permaneció detenido por cuatro meses en los campamentos de prisioneros de Tres Álamos y Ritoque. Partió al exilio en 1975, viviendo en Inglaterra y Venezuela hasta regresar en 1984 gracias a las medidas de «apertura política» decretadas por el régimen del general Augusto Pinochet.
A su regreso se dedicó a estructurar la imprenta Alborada donde se imprimían medios disidentes a la dictadura militar como el diario Fortín Mapocho. Fue gerente general de este medio escrito. También apoyó a los perseguidos políticos y cumplió un importante rol en la transición a la democracia al ejercer como jefe de bancada de su tienda política como un eficaz puente entre la derecha y el oficialismo.
Paralelamente, en 1984 fue electo como vicepresidente del PDC. Al mismo tiempo fue secretario general de la Alianza Democrática (AD) hasta 1987 y miembro de la directiva nacional del PDC hasta 1989, fecha en que dejó su cargo para postularse como candidato a diputado en las elecciones parlamentarias de 1989.

### Diputado (1990-1994)
En dichas elecciones parlamentarias de noviembre de 1989, fue electo como diputado por el distrito n.º 46 (correspondiente a las comunas de Lota, Lebu, Arauco, Curanilahue, Los Álamos, Cañete, Contulmo y Tirúa), de la región del Biobío, por el período 1990-1994. Integró la Comisión Permanente de Hacienda y la de Régimen Interno, Administración y Reglamento.
En las elecciones parlamentarias de 1993 se presentó a reelección como diputado en representación del mismo distrito n.º 46, pero no resultó electo (periodo 1994-1998). En forma paralela formó parte de la mesa nacional del PDC presidida por Soledad Alvear, en calidad de vicepresidente. Por otra parte, entre 1995 y 1998 fue vicepresidente de la Internacional Demócrata Cristiana (IDC).

### Gobiernos de la Concertación
Entre 1997 y 2000 fue designado como subsecretario general de Gobierno por el presidente Eduardo Frei Ruiz-Tagle. En esa misma línea, en marzo de 2000 fue nombrado como ministro secretario general de Gobierno durante la presidencia de Ricardo Lagos. Su desempeño como vocero de Gobierno fue calificado de opaco,[cita requerida] siendo reemplazado en 2002 por el militante del PPD Heraldo Muñoz.
Para las elecciones parlamentarias de 2005 buscó un cupo como candidato a diputado por el distrito n.º 41 de la región Metropolitana de Santiago, pero no resultó electo.
Durante el primer gobierno de Michelle Bachelet fue nombrado como embajador extraordinario y plenipotenciario de Chile en Venezuela. A mediados de marzo de 2007 renunció a su cargo luego que se diera a conocer en los medios venezolanos una conversación privada que sostuvo con la presidenta Bachelet sobre la votación de Chile ante el Consejo de Seguridad de Naciones Unidas en 2006.
Falleció el 11 de mayo de 2009 en Caracas, Venezuela, víctima de un ataque al corazón.

## Historial electoral

### Elecciones parlamentarias de 1969
- Elecciones parlamentarias de 1969, candidato a diputado por la 18ª Agrupación Departamental, Lebu, Arauco y Cañete[7]

(Se consideran sólo los dos diputados electos)

### Elecciones parlamentarias de 1973
- Elecciones parlamentarias de 1973, candidato a diputado por la 18ª Agrupación Departamental, Lebu, Arauco y Cañete[8]

### Elecciones parlamentarias de 1989
- Elecciones parlamentarias de 1989, candidato a diputado por el distrito 46, Lota, Lebu, Arauco, Curanilahue, Los Álamos, Cañete, Contulmo y Tirúa[9]

### Elecciones parlamentarias de 1993
- Elecciones parlamentarias de 1993, candidato a diputado por el distrito 43, Talcahuano[10]

### Elecciones parlamentarias de 2005
- Elecciones parlamentarias de 2005, candidato a diputado por el distrito 41, Chillán, Chillán Viejo, Coihueco, El Carmen, Pemuco, Pinto, San Ignacio y Yungay[11]

## Nota
1. ↑  Mandato 1973-1977 interrumpido por la disolución del Congreso Nacional el 21 de septiembre de 1973 (Decreto Ley N.° 27 de 1973).